# Galerie API

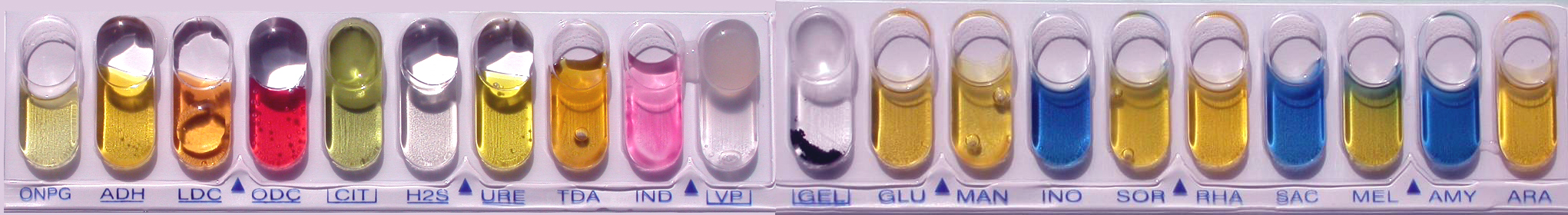
Galerie API 20E d'E.coli

Une galerie API (Appareils et Procédés d'Identification) est un ensemble de cupules prêts à l’emploi permettant l'identification de micro-organismes par la réalisation rapide et facile de tests biochimiques miniaturisés.

## Historique
La première galerie API apparue dans le monde de la microbiologie a été la galerie Api 20E destinée à l'identification des entérobactéries. Les tests conventionnels d'identification bactérienne utilisés jusque-là en tubes y sont miniaturisés, l'inoculum bactérien est standardisé. Étendu à l'identification d'autres micro-organismes, ce principe a généré tout une gamme de galeries :
- API® 20 NE ou API® 32 GN pour les bacilles à Gram négatif oxydase positif ;
- API® Staph pour les Staphylocoques ;
- API® Listeria pour les Listeria ;
- API® Candida pour les levures ;
- API® NH pour les Neisseria et Haemophilus ;
- API® 20 A pour les bactéries anaérobies ;
- API® Strep pour les Streptococcus ;
- etc.

Créée en 1970 par le Docteur Buissière, le pharmacien Cinquabre, Paul & Pierre Montagnon et Henri Labruyère, la société API® a par la suite été rachetée par la société BioMérieux.

## Identification par galerie API
Les galeries Api utilisent plusieurs types de tests : 
- étude de l'utilisation de divers glucides (par fermentation ou respiration),
- production de métabolites (butan-dione dans la réaction VP par exemple)
- auxanogramme (du carbone ou de l'azote)
- recherche directe d'une enzyme.
- rarement : action d'inhibiteurs

Chaque tubule contient des substrats dépendant de la recherche :
- un milieu de culture traditionnel ou modifié, additionné parfois d'un réactif (indicateur de pH, fer III par exemple)
- un substrat de l'enzyme recherchée (et éventuellement un inducteur de sa synthèse)

Ils sont remplis d'une suspension bactérienne calibrée (de densité différente selon la galerie). Pour les substrats dont le sigle est encadré, la cupule doit aussi être remplie de manière à créer un ménisque pour réaliser l'aérobiose. Pour les substrats dont le sigle est souligné, la cupule doit être remplie d'huile de paraffine soit pour créer l'anaérobiose (absence d'oxygène), soit pour maintenir en solution les molécules ou ions volatils produits par la réaction et ainsi assurer le virage de l'indicateur coloré de pH.

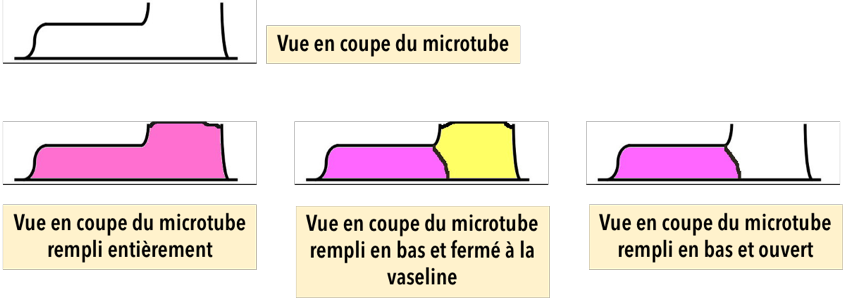
Remplissage des microtubes de galeries API

Les creux du support de la galerie doivent être remplis d'eau pour former une chambre humide, puis la galerie est posée dans le support et le couvercle par-dessus. L'ensemble est incubé à une température adaptée pendant 24 à 48 h.

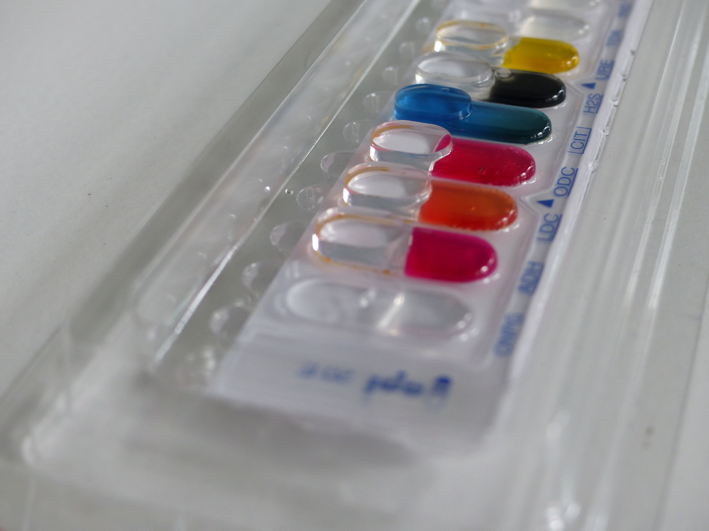
galerie API20E ensemencée et étuvée dans son support plastique

Après addition éventuelle des réactifs nécessaires à la révélation de différents tests, la galerie est lue conformément aux indications du fabricant et codée. Pour cela, les tests sont groupés par trois successivement de gauche à droite, les derniers triplets pouvant inclure des caractères bactériens comme la morphologie, le Gram, la mobilité, l'oxydase, la catalase, etc. qui ne sont pas étudiés dans la galerie mais sont indispensables à son interprétation. Les tests négatifs sont toujours codés 0, alors que le code affecté aux tests positifs varie selon la position du test dans le triplet : 1 pour le premier test, 2 pour le second, 4 pour le troisième. Les 3  résultats du triplet sont additionnés (il existe seulement huit possibilités pour la somme d'un triplet : 0, 1, 2, 3, 4, 5, 6, 7). Les sommes de chaque triplet  lues de gauche à droite forment un code d'au moins 7 chiffres qui correspond au profil biochimique du micro-organisme étudié. La comparaison de ce code à ceux référencés dans la base de données gérée par Biomérieux  permet en général d'identifier ce microorganisme. Si le code numérique obtenu ne figure pas dans cette base de données, il peut s'agir d'un profil ou d'un microorganisme non référencé, un problème technique (inoculum non respecté, paraffine oubliée, réactifs périmés, etc.), une galerie inadaptée au microorganisme ou une mutation lors du développement bactérien.

De nouvelles galeries, ID, développées après la galerie API classique, remplacent le microtube par un simple tube ou cupule. Certaines cupules restent vides.

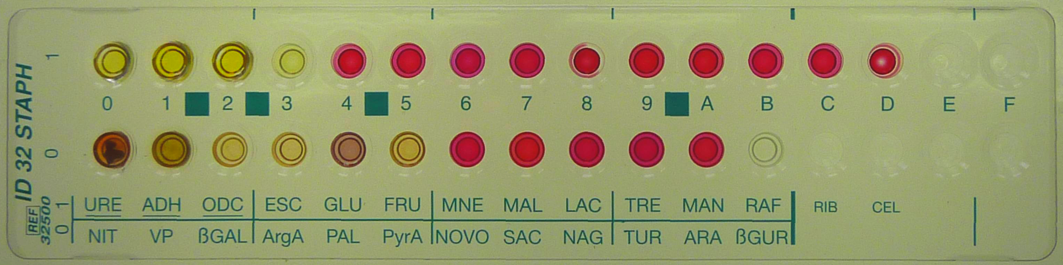
Galerie Id Staph inoculée et incubée, après addition des réactifs

## Extensions
La miniaturisation des tests biochimiques a conduit la société API à proposer le même type de système pour l'antibiogramme (ATB). En 2024, il semble que ce système ATB soit abandonné[réf. souhaitée].